# Wereldkampioenschap schaatsen allround kwalificatie 2008 (Noord-Amerika & Oceanië)
De tiende editie van de Continentale kampioenschappen schaatsen voor Noord-Amerika & Oceanië werden gehouden op 12 en 13 januari 2008 in de Olympic Oval te Calgary, Canada.
Vanaf de editie van 1999 was het aantal deelnemers aan het WK Allround door de ISU op 24 deelnemers vastgesteld. De startplaatsen werd voortaan per continent verdeeld. Voor Europa werd het EK allround tevens het kwalificatietoernooi voor het WK allround. Voor Azië en Noord-Amerika & Oceanië waren er door de ISU in 1999 speciaal kwalificatietoernooien voor georganiseerd.
In 2008 namen er uit Noord-Amerika acht mannen en zes vrouwen deel aan het WK allround.
| zaterdag 13 januari                                                     | zondag 14 januari                                                           |
| ----------------------------------------------------------------------- | --------------------------------------------------------------------------- |
| 500 meter vrouwen 3000 meter vrouwen 500 meter mannen 5000 meter mannen | 1500 meter vrouwen 5000 meter vrouwen 1500 meter mannen 10.000 meter mannen |

## Mannentoernooi
Er waren twaalf mannen ingeschreven voor deze editie, zes uit Canada en zes uit de Verenigde Staten, maar de Canadees Lucas Makowsky startte niet en zodoende waren er elf man in competitie. De Amerikaan Shani Davis werd, na 2003, 2004 en 2005, voor de vierde keer winnaar van dit "Continentaal Kampioenschap".
Vier mannen eindigden in de top zestien op het WK, Shani Davis werd 3e, Chad Hedrick 4e, Denny Morrison 6e en Lucas Makowsky 13e. Steven Elm eindigde als 17e en Justin Warsylewicz als 21e.

### Eindklassement
| Rang   | Schaatser          | Land             | Punten  | 500m       | 5000m        | 1500m        | 10.000m       |
| ------ | ------------------ | ---------------- | ------- | ---------- | ------------ | ------------ | ------------- |
| Goud   | Shani Davis        | Verenigde Staten | 148,064 | 35,43 (1)  | 6.19,23 (1)  | 1.43,84 (1)  | 13.21,97 (1)  |
| Zilver | Steven Elm         | Canada           | 152,529 | 36,55 (3)  | 6.34,83 (4)  | 1.46,80 (4)  | 13.37,93 (2)  |
| Brons  | Trevor Marsicano   | Verenigde Staten | 152,780 | 37,20 (6)  | 6.31,35 (3)  | 1.46,62 (3)  | 13.38,10 (3)  |
| 4      | Arne Dankers       | Canada           | 153,004 | 38,17 (11) | 6.20,88 (2)  | 1.46,20 (2)  | 13.46,92 (4)  |
| 5      | Philippe Riopel    | Canada           | 154,388 | 35,71 (2)  | 6.42,79 (8)  | 1.48,43 (6)  | 14.05,12 (8)  |
| 6      | Justin Warsylewicz | Canada           | 154,888 | 37,05 (5)  | 6.35,25 (5)  | 1.49,52 (7)  | 13.56,14 (6)  |
| 7      | Jay Morrison       | Canada           | 155,193 | 36,59 (4)  | 6.43,91 (9)  | 1.47,19 (5)  | 14.09,65 (9)  |
| 8      | Ryan Bedford       | Verenigde Staten | 156,309 | 37,78 (8)  | 6.37,81 (6)  | 1.51,81 (10) | 13.49,56 (5)  |
| 9      | Paul Dyrud         | Verenigde Staten | 157,162 | 38,06 (10) | 6.41,05 (7)  | 1.50,25 (9)  | 14.04,94 (7)  |
| 10     | Jonathan Kuck      | Verenigde Staten | 158,373 | 37,60 (7)  | 6.48,97 (10) | 1.50,17 (8)  | 14.23,07 (10) |
| 11     | Eric Cepuran       | Verenigde Staten | 159,888 | 37,86 (9)  | 6.52,87 (11) | 1.51,99 (11) | 14.28,23 (11) |
| NC     | Lucas Makowsky     | Canada           | DNS     | 0,000      |              |              |               |

Vet gezet is kampioenschapsrecord.

## Vrouwentoernooi
Er namen twaalf vrouwen aan deze editie deel. Zes uit Canada en zes uit de Verenigde Staten. De Canadese Cindy Klassen werd voor de vierde keer winnares van dit "Continentaal Kampioenschap". De beste vier Canadese en twee beste Amerikanen plaatsten zich voor het WK Allround, maar doordat Klassen wegens familieomstandigheden niet deel nam aan het WK Allround werd haar plaats ingenomen door landgenote Brittany Schussler.
Vier vrouwen eindigden in de top zestien op het WK, Kristina Groves werd 3e, Christine Nesbitt werd 4e, Clara Hughes werd 11e en Brittany Schussler 15e. Catherine Raney eindigde als 22e en Anna Ringsred als 24e.

### Eindklassement
| Rang   | Schaatsster        | Land             | Punten  | 500m       | 3000m        | 1500m        | 5000m        |
| ------ | ------------------ | ---------------- | ------- | ---------- | ------------ | ------------ | ------------ |
| Goud   | Cindy Klassen      | Canada           | 161,018 | 39,27 (2)  | 4.04,25 (2)  | 1.56,23 (2)  | 7.02,97 (2)  |
| Zilver | Christine Nesbitt  | Canada           | 161,103 | 38,92 (1)  | 4.06,17 (3)  | 1.55,32 (1)  | 7.07,15 (4)  |
| Brons  | Kristina Groves    | Canada           | 163,582 | 39,73 (3)  | 4.08,66 (4)  | 1.58,10 (3)  | 7.10,43 (5)  |
| 4      | Clara Hughes       | Canada           | 163,708 | 41,92 (8)  | 4.03,13 (1)  | 1.59,89 (6)  | 6.53,04 (1)  |
| 5      | Catherine Raney    | Verenigde Staten | 164,948 | 41,09 (6)  | 4.09,24 (5)  | 1.59,32 (4)  | 7.05,45 (3)  |
| 6      | Brittany Schussler | Canada           | 165,633 | 39,75 (4)  | 4.11,98 (6)  | 1.59,40 (5)  | 7.20,87 (6)  |
| 7      | Nicole Garrido     | Canada           | 168,294 | 41,04 (5)  | 4.14,77 (8)  | 2.01,59 (8)  | 7.22,63 (8)  |
| 8      | Anna Ringsred      | Verenigde Staten | 172,912 | 41,94 (9)  | 4.20,97 (9)  | 2.04,53 (9)  | 7.39,67 (9)  |
| 9      | Jilleanne Rookard  | Verenigde Staten | 175,993 | 42,63 (10) | 4.25,45 (10) | 2.08,44 (11) | 7.43,09 (10) |
| 10     | Erica Lanser       | Verenigde Staten | 177,406 | 43,27 (11) | 4.27,16 (11) | 2.09,58 (12) | 7.44,17 (11) |
| 11     | Ashlee Barnett     | Verenigde Staten | 179,612 | 41,54 (7)  | 4.35,55 (12) | 2.06,60 (10) | 8.19,47 (12) |
| -      | Maria Lamb         | Verenigde Staten | 126,489 | diskw.     | 4.13,33 (7)  | 2.00,50 (7)  | 7.21,02 (7)  |

Vet gezet is kampioenschapsrecord.